# Stefan av Perm
Stefan av Perm, född cirka 1335 i Velikij Ustjug i östra Ryssland, död 1396 i Moskva, var Perms första biskop och är känd för att skapat fornpermiska alfabetet eller aburskriften, ett skriftspråk för språket komi. Han grundade även en kyrka och ett seminarium i Ustvym. Sankt Stefan uppvisade under sin livstid förutom språkvetenskapliga även konstnärliga och politiska färdigheter och lyckades övertyga den permiska befolkningen om kristendomens företräden samt balansera Moskvas och Novgorods maktanspråk över de permiska folken. 